# Грейси и Педро: Пухкаво приключение
„Грейси и Педро: Пухкаво приключение“ (на английски: Gracie and Pedro: Pets to the Rescue/Gracie and Pedro's Not So Awesome Adventure) е компютърна анимация от 2024 г. на режисьорите Кевин Донован и Готфрид Рудт по сценарий е на Джейза Бишъп, Брус Тейлър и Кели Питърс. Премиерата на филма първоначално излиза по кината в Русия на 23 май 2024 г., и се очаква да излезе в Съединените щати през август 2024 г.

## Актьорски състав
- Клеър Алън – Грейси[4]
- Кори Дорън – Педро[4]
- Дани Трехо – Лорънс[4]
- Бил Наи – Конрад[4]
- Сюзън Сарандън – Шейдс[4]
- Брук Шийлдс – Уилоу[4]
- Алиша Силвърстоун – Криси-Сиси[4]
- Ал Франкен – Дядо[4]
- Бианка Алонги – Софи[4]
- Майк Надаевски – Шерлок[4]
- Джеймс Кий – Дойл[4]
- Рон Пардо – Уейд[4]
- Джон Стокър – Распутин[4]

## В България
В България филмът излиза по кината на 19 юли 2024 г., разпространен от „Би Ти Ви Студиос“.